# Умаров Учкун
Учкун Умаров (1934, тепер Узбекистан — ?) — радянський узбецький діяч, 1-й секретар Ташкентського міського комітету КП Узбекистану. Депутат Верховної ради СРСР 10—11-го скликань.

## Життєпис
З 1953 року — авіаційний інженер-конструктор на заводі.
Закінчив Московський авіаційний інститут.
У 1959—1966 роках — інженер, старший інженер науково-дослідного інституту.
Член КПРС з 1963 року.
У 1966—1971 роках — старший інженер, начальник відділу, начальник управління Міністерства електронної промисловості СРСР.
У 1971—1978 роках — директор Ташкентського авіаційного заводу, генеральний директор Ташкентського авіаційного виробничого об'єднання імені Чкалова.
У 1978 році — завідувач відділу ЦК КП Узбекистану.
У грудні 1978—1985 роках — 1-й секретар Ташкентського міського комітету КП Узбекистану.
Подальша доля невідома.

## Нагороди
- орден Жовтневої Революції (1981)
- медалі